# Johanna Beisteiner
Johanna Beisteiner nació el 20 de febrero de 1976, es una virtuosa guitarrista clásica austríaca. Nacida en la ciudad de Wiener Neustadt en Austria.

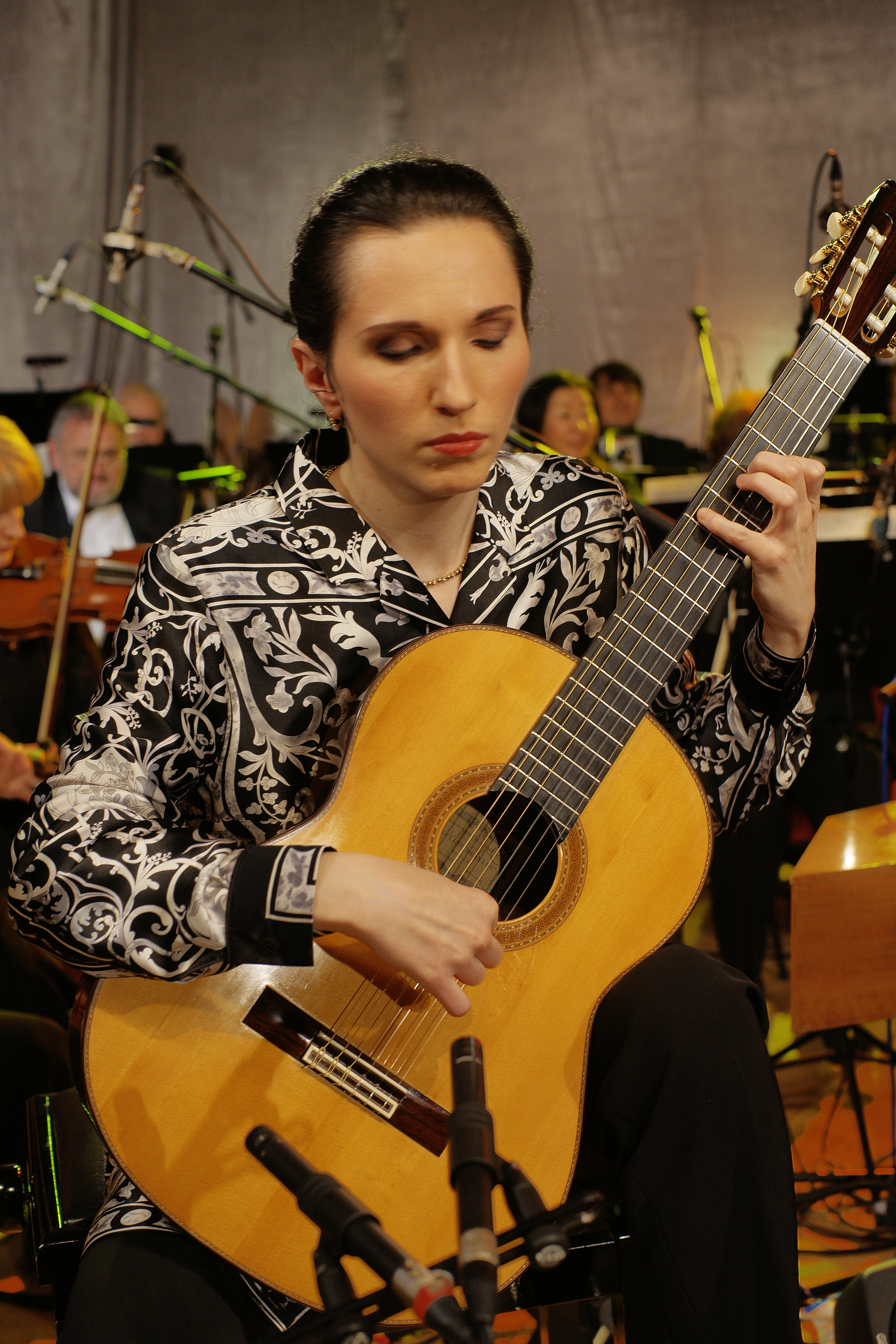
Johanna Beisteiner durante un concierto con el Orquesta Sinfónica de Budapest (2009-10-24)

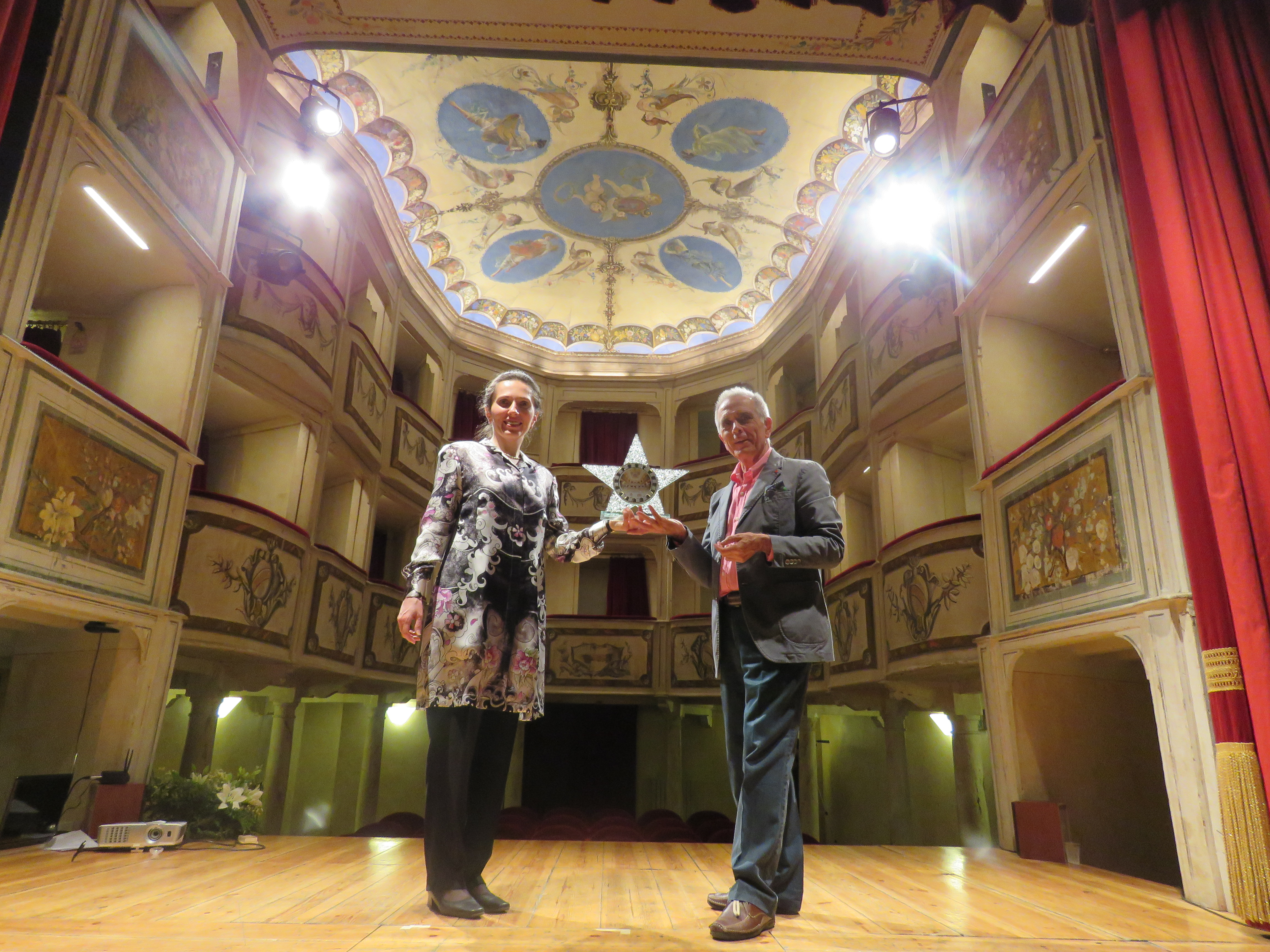
Johanna Beisteiner (izquierda) recibe el Premio Teatro della Concordia 2016 de Edoardo Brenci (presidente de la Associacion Teatro della Concordia, derecho).

## Carrera
Johanna Beisteiner recibió sus primeras instrucciones instrumentales a la edad de nueve años en la escuela de música en Wiener Neustadt. En 1992, a la edad de solamente dieciséis años, comenzó a estudiar en la Universidad de Música y Arte Dramático de Viena, donde recibió un diploma de guitarra clásica y  se doctoró.
Johanna Beisteiner es una solista de renombre internacional, su repertorio se extiende del Renacimiento hasta el presente. Presentó el estreno mundial de numerosas obras de los compositores Robert Gulya y Eduard Shafransky. Además trabajó con la Orquesta Sinfónica de Budapest, la Orquesta Sinfónica de Sochi y la Orquesta de Cámara de Budapest, directores famosos como Oleg Soldatov y Béla Drahos y con el bailarín de Tango argentino Rafael Ramírez. Toca guitarras clásicas de los Maestros españoles, Paulino Bernabé (padre) e hijo.

## Premios y distinciones
- 2008: Trofeo de cristal[3] 200 años Teatro della Concordia.[4] (Monte Castello di Vibio, Italia)
- 2011: Miembro honorario de la Asociación Castillo Hohenschönhausen (Berlín, Alemania).[5]
- 2016: Premio Teatro della Concordia (Italia) para la obra Fantasía sobre el ballet Don Quijote de Minkus[6]

## Discografía

### CD
- 2001: Dance Fantasy
- 2002: Salon
- 2004: Between present and past
- 2007: Virtuosi italiani della chitarra romantica
- 2012: Austrian Rhapsody
- 2016: Don Quijote

### DVD
- 2010: Live in Budapest

### Bandas sonoras
- 2005: Truce[7]
- 2007: S.O.S Love![8]

## Otros proyectos
- Wikimedia Commons alberga una categoría multimedia sobre Johanna Beisteiner.